# Daisy Nielsen
Daisy Nielsen (født 31. maj 1994 i Northampton, England) er en dansk professionel golfspiller. Nielsen er datter af den legendariske speedway-kører Hans Nielsen.

## Tidlige karriere
Nielsen startede med at spille golf som 6 årig i Frederikshavn Golf Klub. Hun blev tidlig udråbt til et stort talent og fik allerede som 13 årig debut på Ladies European Tour. I 2008 blev hun udtaget til det europæiske Junior Ryder Cup hold.
Herunder er listet Daisy Nielsens placering på DGU’s Junior Ranglisten for piger baseret på de turneriger, som hun deltog i junior-årene.
| År   | Ranglisteplacering | Antal turneringer | Bedste placering | Top 10 placeringer | Bemærkninger                    |
| ---- | ------------------ | ----------------- | ---------------- | ------------------ | ------------------------------- |
| 2006 | 17                 | 10                | 1                | 10                 | 3 turneringssejre               |
| 2007 | 3                  | 13                | 1                | 12                 | 3 turneringssejre               |
| 2008 | 2                  | 11                | 1                | 9                  | 2 turneringssejre               |
| 2009 | 1                  | 14                | 1                | 10                 | 1 turneringssejr – DM i hulspil |
| 2010 | 2                  | 13                | 1                | 11                 | 1 turneringssejr                |
| 2011 | 1                  | 13                | 1                | 12                 | 4 turneringssejre               |
| 2012 | 14                 | 7                 | 2                | 3                  | [ 9 ]                           |

## Amatør
Daisy Nielsen blandede sig tidligt i den danske amatørelite og på den kombinerede Titleist damer/juniorpiger rangliste der rangerer den danske amatørelite, der primært spiller turneringer i Danmark, viser nedenstående tabel Daisy Nielsens placering gennem amatørkarrieren.
| År   | Ranglisteplacering | Antal tællende runder | Bemærkninger |
| ---- | ------------------ | --------------------- | ------------ |
| 2006 | 40                 | 4                     | [ 10 ]       |
| 2007 | 5                  | 10                    | [ 11 ]       |
| 2008 | 5                  | 10                    | [ 12 ]       |
| 2009 | 2                  | 12                    | [ 13 ]       |
| 2010 | 5                  | 13                    | [ 14 ]       |
| 2011 | 1                  | 12                    | [ 15 ]       |
| 2012 | 13                 | 7                     | [ 16 ]       |
| 2013 | 10                 | 7                     | [ 17 ]       |

Nielsen afsluttede sit ophold på Sportstar College Ikast-Brande i sommeren 2013, hvilket også kom til at markere slutningen på en flot amatørkarriere, der blandt andet bød på mange turneringssejre, både nationalt og internationalt.

### Turneringer
Nedenstående skema oplister de turneringer, der tæller med på World Amateur Golf Ranking, dog undtaget professionelle turneringer.
| 08-07 - 12-07-2008 | European Girl's Team                               | 5 (hold) – 2 (individuelt)   | -1 (72-71=143)                    | Murcar Golf Club                            | Elite | Juniorturnering                                |
| 11-08 - 15-08-2008 | British Girls' Championship                        | MC                           | Slagspil efterfulgt af Match play | Monifieth                                   | Elite | Juniorturnering - Elimineret efter slagspil    |
| 27-08 - 30-08-2008 | International European Ladies Amateur Championship | MC                           | +13 (78-79=157)                   | Monifieth                                   | Elite | [ 20 ]                                         |
| 25-03 - 28-03-2009 | European Nations Cup                               | T5 (hold) - T3 (individuelt) | +6 (71-75-76-72=294)              | Sotogrande                                  | Elite | [ 21 ]                                         |
| 07-07 - 11-07-2009 | European Ladies Team Championship                  | 7 (hold) – 28 (individuelt)  | +4 (72-78=150)                    | Bled Golf Club                              | Elite | Holdturnering                                  |
| 17-07 - 19-07-2009 | Danish International Ladies Amateur Championship   | 3                            | +15 (81-72-73-76=302)             | Silkeborg Ry Golf Club                      | Elite |                                                |
| 23-07 - 25-07-2009 | European Young Masters                             | T3                           | +8 (75-77-72=224)                 | Royal Balaton                               | Elite | Juniorturnering                                |
| 26-08 - 29-08-2009 | International Ladies European Championship         | T11                          | +17 (71-77-72-81=301)             | Falsterbo Golf Club                         | Elite | [ 24 ]                                         |
| 21-12 - 23-12-2009 | Doral-Publix Junior 14 & 15                        | 3                            | +2 (72-71-75=218)                 | The First Tee Miami, Florida                | Elite | Juniorturnering                                |
| 27-12 - 30-12-2009 | Girls Junior Orange Bowl                           | 5                            | +8 (69-77-74-68=288)              | Coral Gables, Florida                       | A     | Juniorturnering                                |
| 17-03 - 20-03-2010 | European Nations Championship                      | 3 (hold) – T6 (individuelt)  | +9 (74-75-76-72=297)              | Sotogrande                                  | C     | Holdturnering                                  |
| 01-04 - 05-04-2010 | French International Lady Juniors                  | T9                           | Slagspil efterfulgt af Match play | Saint Cloud                                 | B     | Juniorturnering – Elimineret efter 1/8-finalen |
| 24-04 - 25-04-2010 | Skandia - Norberg Open                             | 2                            | +1 (69-72=141)                    | Örestads Golf Klubb                         | D     | Juniorturnering                                |
| 08-05 - 09-05-2010 | Royal Tour Damer I                                 | 3                            | +16 (75-75-76=226)                | Brønderslev Golfklub                        | D     | [ 30 ]                                         |
| 28-05 - 30-05-2010 | Skandia Junior Open Girls                          | 16                           | +16 (74-79-73=226)                | Göteborgs GK Golf Klubb                     | C     | Juniorturnering                                |
| 04-06 - 06-06-2010 | German Girls Open Championship                     | T8                           | +1 (73-72-72=217)                 | Heidelberg                                  | D     | Juniorturnering                                |
| 25-06 - 27-06-2010 | DM i hulspil                                       | 2                            | Hulspil                           | Søllerød Golfklub                           | D     | [ 33 ]                                         |
| 06-07 - 10-07-2010 | European Girls Team Championship                   | 5 (hold) – T6 (individuelt)  | F (73-69=142                      | Aalborg Golfklub                            | C     | Juniorturnering                                |
| 15-07 - 18-07-2010 | Danish International Ladies Amateur Championship   | T4                           | +24 (79-77-77-79=312)             | Silkeborg Ry Golf Club                      | C     |                                                |
| 21-07 - 24-07-2010 | European Ladies Amateur                            | MC                           | +16 (74-80-78=232)                | Kuneticka Hora                              | A     | [ 35 ]                                         |
| 30-07 - 01-08-2010 | DM i slagspil                                      | T8                           | +24 (83-76-71-78=308)             | Hjørring Golfklub                           | C     | [ 36 ]                                         |
| 09-08 - 13-08-2010 | British Girls Championship                         | MC                           | Slagspil efterfulgt af Match play | Royal Belfast                               | B     | Juniorturnering – Elimineret efter slagspil    |
| 25-09 - 26-09-2010 | Royal Tour Finale                                  | 7                            | +15 (75-84=159)                   | Royal Oak Golf Club                         | E     | [ 37 ]                                         |
| 28-12 - 30-12-2010 | World Junior Challenge                             | 1                            | +12 (75-74-75=224)                | Innisbrook Golf Resort & Golf Club, Florida | F     | Vinder - Juniorturnering                       |
| 02-03 - 06-03-2011 | Spanish Ladies Amateur                             | MC                           | Slagspil efterfulgt af Match play | Jerez                                       | B     | Elimineret efter slagspil                      |
| 21-04 - 23-04-2011 | Internationaux de France Juniors Filles            | MC                           | +8 (73-79=152)                    | Saint Cloud                                 | B     | Juniorturnering                                |
| 23-04 - 25-04-2011 | French Lady Juniors - Cartier Trophy               | 2                            | Match play                        | Saint Cloud                                 | D     | Juniorturnering                                |
| 07-05 - 08-05-2011 | Royal Tour Damer I                                 | 1                            | +10 (75-75-76=226)                | Løgstør                                     | E     | [ 40 ]                                         |
| 27-05 - 29-05-2011 | German International Ladies                        | T8                           | +16 (83-75-73-73=304)             | Düsseldorfer                                | C     | [ 41 ]                                         |
| 03-06 - 05-06-2011 | German Girls Open                                  | MC                           | +12 (78-78=156)                   | St Leon-Rot                                 | C     | Juniorturnering                                |
| 11-06 - 12-06-2011 | Rudersdal Open                                     | 1                            | E (72-70-71=213)                  | Furesø                                      | E     | Vinder - Juniorturnering                       |
| 24-06 - 26-06-2011 | DM i hulspil                                       | T3                           | Hulspil                           | Holstebro                                   | E     | [ 44 ]                                         |
| 05-07 - 09-07-2011 | European Ladies Amateur Team Championship          | 7 (hold) - (T2 individuelt)  | -7 (68-69=137)                    | Murhof                                      | A     | [ 45 ]                                         |
| 14-07 - 17-07-2011 | Danish International Ladies Amateur Championship   | 4                            | +15 (77-77-72-77=303)             | Silkeborg Ry Golf Club                      | C     |                                                |
| 20-07 - 23-07-2011 | European Ladies Amateur Championship               | MC                           | +24 (78-83-79=240)                | Noordwijkse                                 | A     | [ 46 ]                                         |
| 29-07 - 31-07-2011 | DM i slagspil                                      | 3                            | -3 (67-72-77-70=286)              | Aarhus Aadal Golf Club                      | C     | [ 47 ]                                         |
| 08-08 - 12-08-2011 | British Girls Championship                         | T17                          | Slagspil efterfulgt af hulspil    | Gullane No 1                                | B     | Juniorturnering - Elimineret i 1/16-finalen    |
| 20-08 - 21-08-2011 | Royal Tour Damer III                               | 1                            | +5 (73-73-69=215)                 | Hillerød Golfklub                           | D     | Vinder                                         |
| 21-03 - 24-03-2012 | European Nations Cup                               | T3 (hold) – 33 (individuelt) | +49 (87-90-87–81=337)             | RCG Sotogrande                              | B     | [ 50 ]                                         |
| 29-05 - 03-06-2012 | Turkish Amateur Open                               | 2 (hold) – T27 (individuelt) | +29 (78-81-82-76=317)             | Gloria                                      | B     | [ 51 ]                                         |
| 29-06 - 01-07-2012 | DM i hulspil                                       | T17                          | Hulspil                           | Rungsted Golf Klub                          | C     | Elinineret efter 1. runde                      |
| 10-07 - 14-07-2012 | European Girls Team Championship                   | 3 (hold) – T22 (individuelt) | E (72-72=144)                     | St Leon-Rot                                 | A     | Juniorturnering                                |
| 20-07 - 22-07-2012 | Danish International Ladies Amateur Championship   | T7                           | +25 (84-79-75-75=313)             | Silkeborg Ry Golf Club                      | C     | [ 54 ]                                         |
| 25-07 - 28-07-2012 | European International Amateur                     | MC                           | +9 (74-75-73=222)                 | Diners G&CC, Ljubljana                      | A     | [ 55 ]                                         |
| 07-09 - 09-09-2012 | DM i slagspil                                      | 2                            | +17 (81-77-73-74=305)             | Lübker Golf Club                            | C     | [ 56 ]                                         |
| 31-05 - 02-06-2013 | Danish International Ladies Amateur Championship   | T10                          | +22 (77-76-75-82=310)             | Silkeborg Ry Golf Club                      | C     | [ 57 ]                                         |
| 08-06 - 09-06-2013 | DGU Elite Tour Damer II                            | 1                            | +5 (76-72-73=221)                 | Trehøje Golf Club                           | F     | Vinder                                         |
| 09-07 - 13-07-2013 | European Amateur Team Championship                 | 5 (hold)                     | Slagspil efterfulgt af hulspil    | Fulford Golf Club                           | A     | Holdturnering                                  |
| 24-07 - 27-07-2013 | International European Amateur                     | MC                           | +18 (77-80-74=231)                | Aura Golf, Turku                            | A     | [ 60 ]                                         |

### Professionelle turneringer
Nielsen kvalificerede sig resultatmæssigt og gennem invitationer til at deltage i professionelle turneringer allerede fra 2007 som amatør.
Nedenstående skema oplister de professionelle turneringer, som Nielsen deltog i som amatør.
| Dato               | Turnering                       | Nr. | Score              | Bane                                 | Tour                               | Bemærkning           |
| ------------------ | ------------------------------- | --- | ------------------ | ------------------------------------ | ---------------------------------- | -------------------- |
| 06-09 - 09-09-2007 | Nykredit Masters                | MC  | +14 (77-79=156)    | Helsingør Golf Club                  | Ladies European Tour               | [ 61 ]               |
| 05-09 - 07-09-2008 | Nykredit Masters                | MC  | +4 (77-73=150)     | Simons Golf Club                     | Ladies European Tour               | [ 62 ]               |
| 03-09 - 05-09-2010 | Landeryd Masters                | T23 | +16 (81-75-76=232) | Landeryds Golf Klubb                 | Nordea Tour                        | Fjerde bedste amatør |
| 08-09 - 10-09-2011 | ATG Trophy Waxholm              | 1   | -12 (71-68-68=207) | Waxholms                             | Nordea Tour                        | Vinder               |
| 30-09 – 02-10-2011 | Nordea Tour Championship        | 2   | -3 (73-68-72=213)  | Vallda                               | Nordea Tour                        | Bedste amatør        |
| 17-11 – 19-11-2011 | Murcia Open                     | 4   | +2 (71-72-75=218)  | La Manga Club                        | Ladies European Tour Access Series | Bedste amatør        |
| 12-04 - 14-04-2012 | Dinard Ladies Open              | MC  | +7 (78-73=151)     | Saint Briac Sur Mer                  | Ladies European Tour Access Series | Fjerde bedste amatør |
| 10-05 - 12-05-2012 | Kristianstad Åhus Ladies Open   | MC  | +21 (80-85=165)    | Kristianstad                         | Ladies European Tour Access Series | [ 68 ]               |
| 16-05 - 18-05-2012 | Ljungbyhed Park PGA Ladies Open | MC  | +17 (78-81=159)    | Ljungbyhed Golf Club                 | Ladies European Tour Access Series | [ 69 ]               |
| 16-08 - 18-08-2012 | Samsø Ladies Open               | MC  | +14 (81-77=158)    | Samsø Golf Club                      | Ladies European Tour Access Series | [ 70 ]               |
| 08-11 - 10-11-2012 | Banesto Tour Valencia           | MC  | +13 (79-78=157)    | C.G. Escorpion                       | Ladies European Tour Access Series | [ 71 ]               |
| 05-04 - 07-04-2013 | Dinard Ladies Open              | MC  | +15 (81-72=153)    | Saint Briac Sur Mer                  | Ladies European Tour Access Series | [ 72 ]               |
| 01-05 - 03-05-2013 | Ocho Golf Ladies Open - Galicia | MC  | +13 (73-80=153)    | Augas Santas Balneario & Golf Resort | Ladies European Tour Access Series | [ 73 ]               |

## Professionel
Nielsen blev i de senere teenageår ramt lidt af de høje forventninger og havde en udviklingsmæssig krise i cirka halvandet år. Men i sæsonen 2013 begyndte de gode resultater at vende tilbage, og 1. august 2013 meddelte Nielsen, at hun blev professionel.
Efterfølgende er listet Nielsens indtjente præmiepenge som professionel.
| År   | Præmiepenge | Antal turneringer | Gennemsnitsindtjening | Slag i gennemsnit |
| ---- | ----------- | ----------------- | --------------------- | ----------------- |
| 2013 | €1.563      | 5                 | €317                  | 75,4              |
| 2014 | €21.229     | 15                | €1.415                | 72,2              |
| 2015 | €0          | 1                 | €0                    | 79,0              |

Opdateret pr. 15. februar 2015.

### Ladies European Tour Access Series
Gennem sine resultater som amatør havde Nielsen kvalificeret sig til at spille på Ladies European Tour Access Series, det næstbedste niveau i Europa, siden 2011 sæsonen. Derfor trådte hun direkte ind på denne Tour umiddelbart efter at hun blev professionel.
Nedenstående skema oplister de Ladies European Tour Access Series turneringer, som Daisy Nielsen deltog i for at kvalificere sig til det bedste niveau i Europa.
| Ladies European Tour Access Series | Ladies European Tour Access Series         | Ladies European Tour Access Series | Ladies European Tour Access Series | Ladies European Tour Access Series   | Ladies European Tour Access Series | Ladies European Tour Access Series | Ladies European Tour Access Series | Ladies European Tour Access Series |
| Dato                               | Turnering                                  | Nr.                                | Score                              | Bane                                 | Præmie                             | Total præmie                       | Bemærkning                         |                                    |
| ---------------------------------- | ------------------------------------------ | ---------------------------------- | ---------------------------------- | ------------------------------------ | ---------------------------------- | ---------------------------------- | ---------------------------------- | ---------------------------------- |
| 09-08 - 11-08-2013                 | HLR Golf Academy Open                      | 5                                  | -1 (70-69-73=212)                  | Hillside Golf Club                   | €1.563                             | €40.000                            | [ 77 ]                             |                                    |
| 30-08 - 01-09-2013                 | Norrporten Ladies Open                     | MC                                 | +9 (78-75=153)                     | Sundsvalls Golfklubb                 | €0                                 | €30.000                            | [ 78 ]                             |                                    |
| 18-09 - 20-09-2013                 | Ladies Norwegian Challenge                 | MC                                 | +7 (73-78=151)                     | Hauger Golf Club                     | €0                                 | €30.000                            | [ 79 ]                             |                                    |
| 26-09 - 28-09-2013                 | WPGA International Challenge               | MC                                 | +6 (79-71=150)                     | Stoke by Nayland Hotel Golf & Spa    | €0                                 | €25.000                            | [ 80 ]                             |                                    |
| 04-10 - 06-10-2013                 | Azores Ladies Open                         | MC                                 | +15 (82-77=159)                    | Terceira Golf Course                 | €0                                 | €25.000                            | [ 81 ]                             |                                    |
| 02-05 - 04-05-2014                 | Association Suisse de Golf Ladies Open     | T11                                | E (70-74-72=216)                   | Gams-Werdenberg GolfClub             | €622                               | €30.000                            | [ 82 ]                             |                                    |
| 15-05 - 17-05-2014                 | Kristianstad Åhus Ladies Open              | T8                                 | +3 (75-74-70=219)                  | Kristianstad                         | €815                               | €30.000                            | [ 83 ]                             |                                    |
| 23-05 - 25-05-2014                 | Sölvesborg Ladies Open                     | T17                                | +7 (71-76-76=223)                  | Sölvesborg Golf Club                 | €529                               | €30.000                            | [ 84 ]                             |                                    |
| 29-05 - 31-05-2014                 | OCA Augas Santas International Ladies Open | T16                                | +6 (69-71-76=216)                  | Augas Santas Balneario & Golf Resort | €847                               | €35.000                            | [ 85 ]                             |                                    |
| 09-07 - 11-07-2014                 | Pilsen Golf Challenge                      | T32                                | +4 (69-72-76=217)                  | Golf Park Plzeň                      | €367                               | €30.000                            | [ 86 ]                             |                                    |
| 17-07 - 19-07-2014                 | Royal Belgian Golf Federation LETAS Trophy | T17                                | +6 (78-73-71=222)                  | Rinkven Golf Club                    | €561                               | €30.000                            | [ 87 ]                             |                                    |
| 07-08 - 09-08-2014                 | Ingarö Ladies Open                         | T4                                 | -1 (71-70-68=209)                  | Ingarö Golf Club                     | €1.473                             | €30.000                            | [ 88 ]                             |                                    |
| 12-08 - 14-08-2014                 | Ladies Norwegian Challenge                 | T8                                 | +4 (75-73=148)                     | Losby Golf Club                      | €766                               | €30.000                            | [ 89 ]                             |                                    |
| 21-08 - 23-08-2014                 | Onsjö Ladies Open                          | T11                                | +3 (74-73-72=219)                  | Onsjö Golf Club                      | €698                               | €30.000                            | [ 90 ]                             |                                    |
| 29-08 - 31-08-2014                 | HLR Golf Academy Open                      | T4                                 | +2 (68-76-71=215)                  | Hillside Golf Club                   | €1.832                             | €50.000                            | [ 91 ]                             |                                    |
| 05-09 - 07-09-2014                 | Mineks & Regnum Ladies Classic             | T17                                | +12 (75-73-83=231)                 | National Golf Club                   | €847                               | €50.000                            | [ 92 ]                             |                                    |
| 25-09 - 27-09-2014                 | Open Generali de Strasbourg                | T2                                 | -6 (68-71-71=210)                  | Golf de Strasbourg                   | €2.753                             | €30.000                            | [ 93 ]                             |                                    |
| 03-10 - 05-10-2014                 | Azores Ladies Open                         | T11                                | +10 (71-79-76=226)                 | Golf de Batalha                      | €897                               | €30.000                            | [ 94 ]                             |                                    |
| 10-10 - 12-10-2014                 | Grecotel Amirandes Ladies Open             | 2                                  | -7 (68-68-70=206)                  | Crete Golf Club                      | €3.351                             | €30.000                            | [ 95 ]                             |                                    |
| 16-10 - 18-10-2014                 | WPGA International Challenge               | 1                                  | -7 (70-69-70=209)                  | Stoke by Nayland Hotel Golf & Spa    | €4.871                             | €30.000                            | [ 96 ]                             |                                    |

### Kvalifikation til Ladies European Tour
I kvalifikationen til 2012 Ladies European Tour deltog Nielsen som amatør i pre-kvalifikationen, der er første niveau af kvalifikationen. Nielsen sluttede som nummer 60, hvilket ikke rakte til yderligere kvalifikationsdeltagelse.
I kvalifikationen til 2013 Ladies European Tour deltog Daisy Nielsen igen som amatør i pre-kvalifikationen. Daisy Nielsen sluttede som nummer 57, hvilket ikke rakte til yderligere kvalifikationsdeltagelse.
I kvalifikationen til 2014 Ladies European Tour deltog Daisy Nielsen igen i pre-kvalifikationen. Daisy Nielsen sluttede som nummer 25 med 317 slag, hvilket var et enkelt slag for meget til at kunne deltage i den endelige kvalifikationsrunde.
Nielsen sluttede 2014 sæsonen på tredjepladsen på Ladies European Tour Access Series ranglisten, hvilket var en af de fem pladser, der gav direkte adgang til 2015 Ladies European Tour.

### Ladies European Tour
Nielsen havde i sin tidlige ungdom nogle starter på Ladies European Tour, men 2015 sæsonen bliver debut på dette niveau som professionel.
Nedenstående skema oplister de Ladies European Tour turneringer, som Nielsen har deltaget i efter debuten i 2015.
| Ladies European Tour | Ladies European Tour     | Ladies European Tour | Ladies European Tour | Ladies European Tour | Ladies European Tour | Ladies European Tour | Ladies European Tour | Ladies European Tour |
| Dato                 | Turnering                | Nr.                  | Score                | Bane                 | Præmie               | Total præmie         | Bemærkning           |                      |
| -------------------- | ------------------------ | -------------------- | -------------------- | -------------------- | -------------------- | -------------------- | -------------------- | -------------------- |
| 12-02 - 15-02-2015   | RACV Ladies Masters      | MC                   | +12 (78-80=158)      | Royal Pines Resort   | €0                   | €250.000             | [ 101 ]              |                      |
| 27-02 - 01-03-2015   | New Zealand Women's Open | MC                   | +5 (73-76=149)       | Clearwater golf club | €0                   | €200.000             | [ 102 ]              |                      |

## Eksterne links
- Daisy Nielsens profil på World Amateur Golf Ranking
- Daisy Nielsen Arkiveret 6. marts 2016 hos  Wayback Machines profil på Ladies European Tour Access Series
- Daisy Nielsen Arkiveret 15. februar 2015 hos  Wayback Machines profil på Ladies European Tour